# Phaphund
Phaphund è una suddivisione dell'India, classificata come nagar panchayat, di 15.341 abitanti, situata nel distretto di Auraiya, nello stato federato dell'Uttar Pradesh. In base al numero di abitanti la città rientra nella classe IV (da 10.000 a 19.999 persone).

## Geografia fisica
La città è situata a 26° 36' 0 N e 79° 28' 0 E e ha un'altitudine di 132 m s.l.m..

## Società

### Evoluzione demografica
Al censimento del 2001 la popolazione di Phaphund assommava a 15.341 persone, delle quali 8.145 maschi e 7.196 femmine. I bambini di età inferiore o uguale ai sei anni assommavano a 2.826, dei quali 1.495 maschi e 1.331 femmine. Infine, coloro che erano in grado di saper almeno leggere e scrivere erano 9.495, dei quali 5.478 maschi e 4.017 femmine.